# Sinagoga hasidică din Tighina
Sinagoga hasidică din Tighina a fost un lăcaș de cult evreiesc din orașul Tighina (Bender), care în trecut a aparținut adepților hasidismului.
A fost construită la sfârșitul secolului al XIX-lea de un hasid originar din Sadagura, din vecinătatea Cernăuțiului. În timpul celui de-al doilea război mondial a fost folosit ca grajd. După 1945, autoritățile sovietice au permis clădirii să fie folosită în scopuri religioase pentru o perioadă scurtă de timp, dar în anii 1950 clădirea a fost naționalizată. În prezent, edificiul este o școală de box.